# Федеральний президент Німеччини

Палац Бельв'ю — резиденція Президента Німеччини

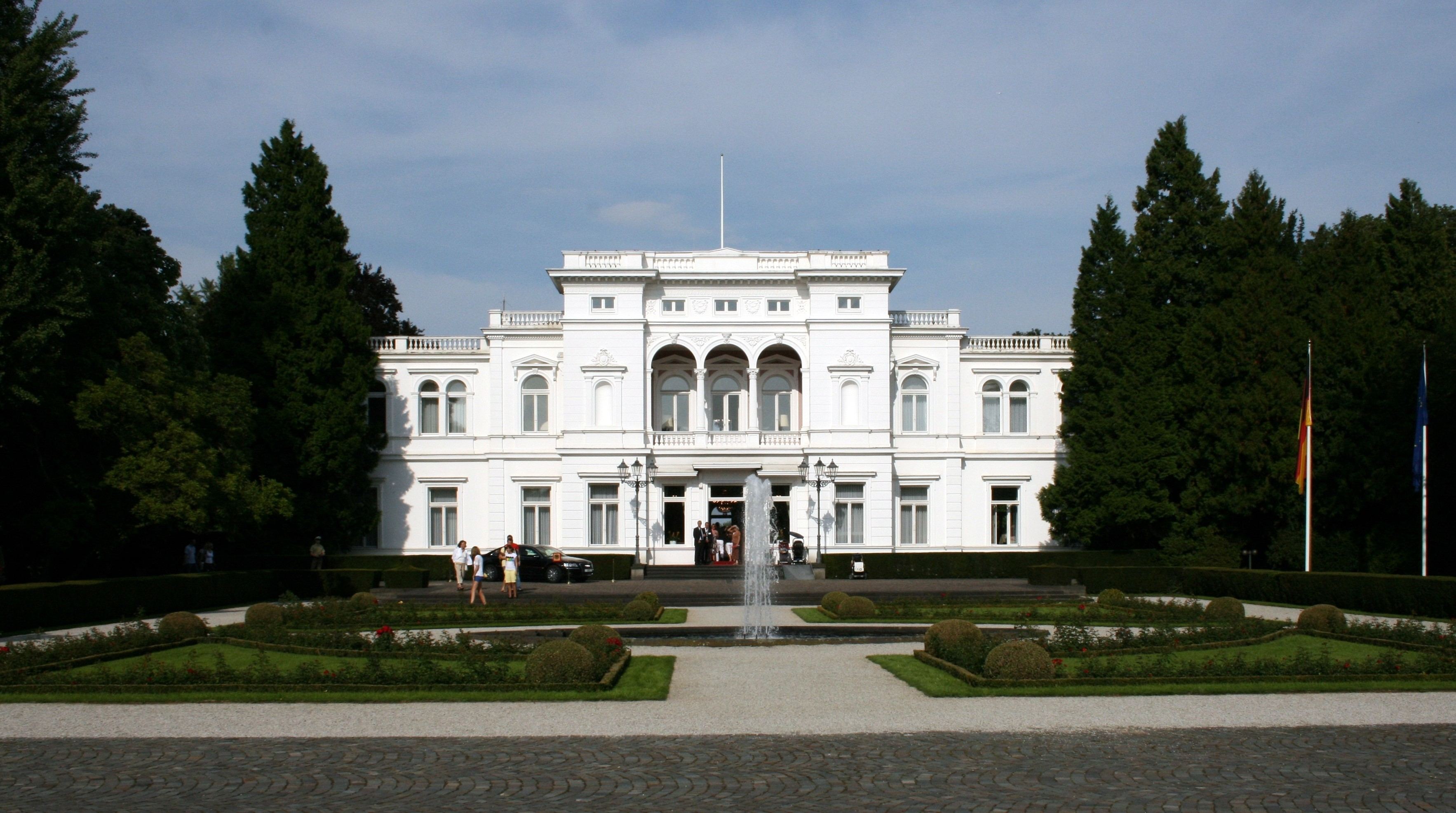
Вілла Гаммершмідт — резиденція Президента Німеччини в місті Бонн

Федеральний президент Німеччини (нім. Bundespräsident) — голова держави в Німеччині.
Його обирають Федеральні збори — конституційний орган, скликаний спеціально для цієї мети. До його складу входять депутати бундестагу і така сама кількість делегатів, що обираються земельними парламентами за пропорційним принципом. Федеральний президент обирається простою більшістю голосів строком на п'ять років. Переобрання допускається один раз.
Резиденції федерального президента — Палац Бельвю (Берлін) та вілла Hammerschmidt (Бонн).

## Функції таповноваження
Федеральний президент виконує представницькі функції — він представляє Німеччину на міжнародній арені й акредитує дипломатичних представників. Крім того, він володіє правом помилування ув'язнених.
Президент має такі офіційні функції:
- Підписання та оприлюднення федеральних законів (при цьому він має право здійснювати конституційний нагляд за законотворчою діяльністю).
- Висунення кандидатури федерального канцлера на розгляд парламенту, затвердження федерального канцлера на посаді і звільнення його з посади.
- Затвердження на посаді і звільнення з посади федеральних міністрів за поданням федерального канцлера.
- Затвердження на посаді і звільнення федеральних суддів, федеральних службовців, офіцерів і унтер-офіцерів.

У вищезазначених випадках він є лише виконавцем рішень, що приймаються іншими органами влади. Серйознішими політичними повноваженнями федеральний президент володіє тільки за виняткових обставин.
Ослаблення позицій федерального президента на сучасному етапі розвитку німецької держави пояснюється сумним досвідом Ваймарської республіки.
Строк повноважень президента після виборів 5 років.

### Вибори і присяга
При своєму вступі на посаду федеральний президент приносить перед присутніми членами Бундестагу та Бундесрат таку присягу: «Я присягаюся присвятити свої сили благу німецького народу, примножуючи його надбання, оберігати його від шкоди, дотримуватися й оберігати Основний закон і закони Федерації, сумлінно виконувати свої обов'язки і дотримуватися справедливості щодо кожного. Нехай допоможе мені Бог». За конституцією ця присяга може бути виголошена без релігійного звернення.

### Вибір кандидата
Вибори президента у Федеративній Республіці Німеччина, як і в інших країнах, пов'язані з певними вимогами. Ці вимоги викладено в статті 54 Основного закону ФРН. По-перше, це національно-етнічний ценз, тобто кандидат у президенти ФРН повинен обов'язково мати її громадянством («кожен німець» може стати президентом). По-друге, це наявність виборчого права, тобто права бути обраним в нижню палату парламенту (Бундестагу). По-третє, це віковий ценз, тобто вік кандидата в президенти повинен бути не менше сорока років. Безпосереднє переобрання допускається тільки один раз.

## Президенти з1949року
| Федеральні президенти Німеччини |                         |              |                 |                 |           |
| 1                               | Теодор Гойс             | ВДП          | 13 вересня 1949 | 12 вересня 1959 | 1949/1954 |
| 2                               | Гайнріх Любке           | ХДС          | 13 вересня 1959 | 30 червня 1969  | 1959/1964 |
| 3                               | Густав Гайнеман         | СДПН         | 1 липня 1969    | 30 червня 1974  | 1969      |
| 4                               | Вальтер Шеель           | ВДП          | 1 липня 1974    | 30 червня 1979  | 1974      |
| 5                               | Карл Карстенс           | ХДС          | 1 липня 1979    | 30 червня 1984  | 1979      |
| 6                               | Ріхард фон Вайцзеккер   | ХДС          | 1 липня 1984    | 30 червня 1994  | 1984/1989 |
| 7                               | Роман Герцог            | ХДС          | 1 липня 1994    | 30 червня 1999  | 1994      |
| 8                               | Йоганнес Рау            | СДПН         | 1 липня 1999    | 30 червня 2004  | 1999      |
| 9                               | Горст Келер             | ХДС          | 1 липня 2004    | 31 травня 2010  | 2004/2009 |
| 10                              | Крістіан Вульфф         | ХДС          | 30 червня 2010  | 17 лютого 2012  | 2010      |
| 11                              | Йоахім Ґаук             | безпартійний | 23 березня 2012 | 19 березня 2017 | 2012      |
| 12                              | Франк-Вальтер Штайнмаєр | СДПН         | 19 березня 2017 |                 | 2017      |